# Tarn
Der Tarn [taʁn] ist ein Fluss im Süden Frankreichs, der in der Region Okzitanien verläuft.

## Verlauf
Der Tarn entspringt auf dem Hochplateau des Mont Lozère in den Cevennen, im Gemeindegebiet von Le Pont-de-Montvert. Der Tarn entwässert in vielen Richtungsänderungen generell Richtung Südwest bis West, anfangs durch den Nationalpark Cevennen, später durch den Regionalen Naturpark Grands Causses und mündet nach rund 380 Kilometern unterhalb von Moissac, im Staubereich der Wehranlage von Malause, als rechter Nebenfluss in die Garonne.
Auf seinem Weg durchquert der Tarn die Départements Lozère, Aveyron, Haute-Garonne, Tarn und Tarn-et-Garonne. Für die beiden Letzteren dient der Fluss auch als Namensgeber.

## Orte am Fluss
- Le Pont-de-Montvert
- Florac
- Ispagnac
- Rivière-sur-Tarn
- Millau
- Saint-Rome-de-Tarn
- Saint-Juéry
- Albi
- Marssac-sur-Tarn
- Gaillac
- Lisle-sur-Tarn
- Rabastens
- Saint-Sulpice-la-Pointe
- Mirepoix-sur-Tarn
- Villemur-sur-Tarn
- Labastide-Saint-Pierre
- Montauban
- Lafrançaise
- Moissac

## Nebenflüsse
- Linke Nebenflüsse:
  - Tarnon
  - Jonte
  - Dourbie
  - Cernon
  - Dourdou de Camarès
  - Gos
  - Rance
  - Caussels
  - Agout
  - Rieu Tort
  - Larone
- Rechte Nebenflüsse:
  - Lumansonesque
  - Muze
  - Coudols
  - Alrance
  - Gaycre
  - Broncarié
  - Aygou
  - Coules
  - Passe
  - Tescou
  - Aveyron
  - Lemboulas

## Hochwässer

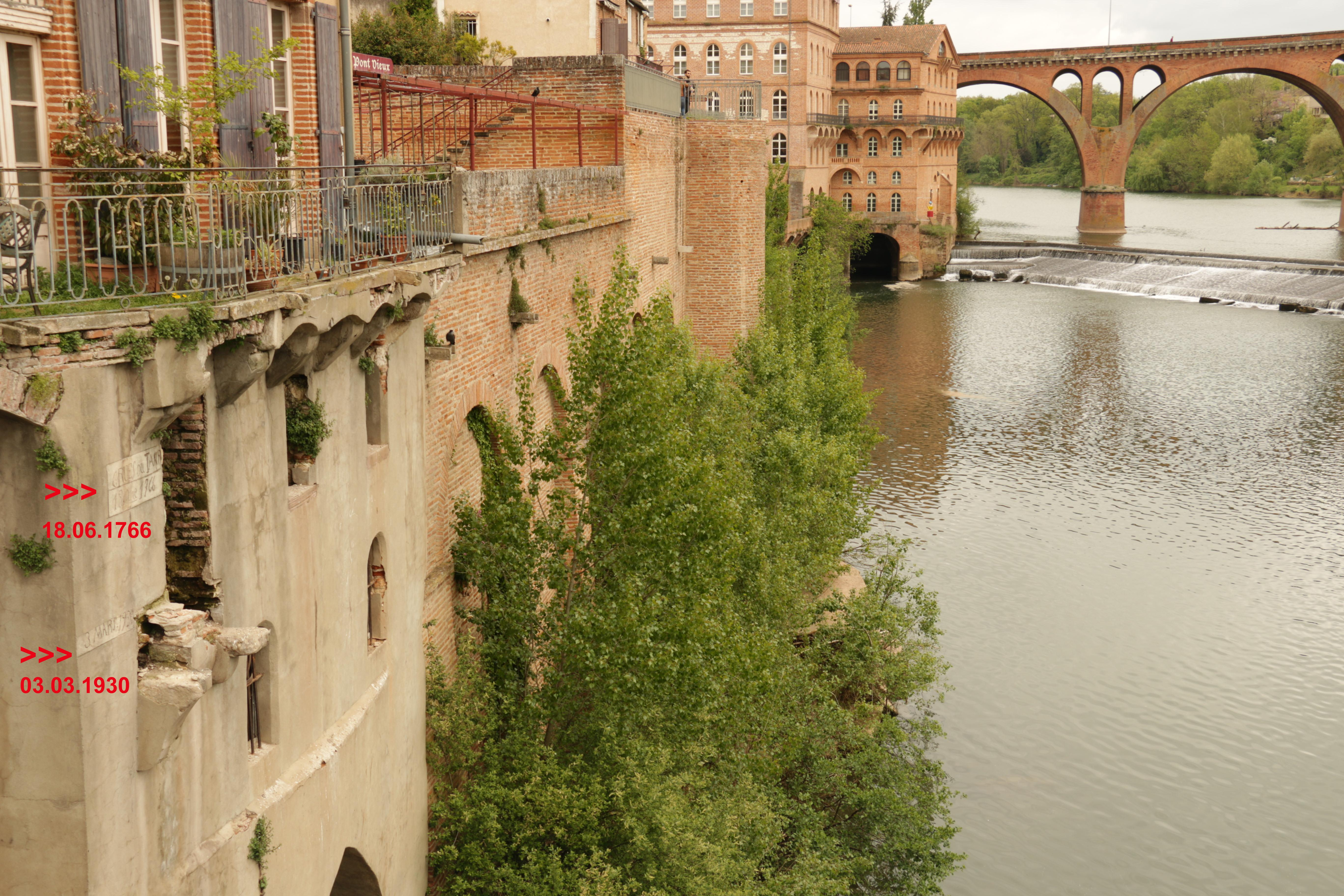
Hochwassermarken des Tarn in Albi

Zwei Hochwassermarken an der Ufermauer von Albi vom 18. Juni 1766 und vom 3. März 1930 künden von verheerenden Hochwässern des Tarn.

## Schifffahrt
Da der Tarn für Schiffe nicht befahrbar ist, wurden einige Kunstbauten errichtet, um die Versorgung des stark besiedelten Mündungsabschnittes über das Wasser dennoch bewerkstelligen zu können:
- Bei Montauban zweigt der Canal de Montech ab, der mit dem Wasser des Tarn versorgt wird.
- In Moissac wird der Tarn vom Canal latéral à la Garonne mit Hilfe einer Trogbrücke überquert.

## Sehenswürdigkeiten

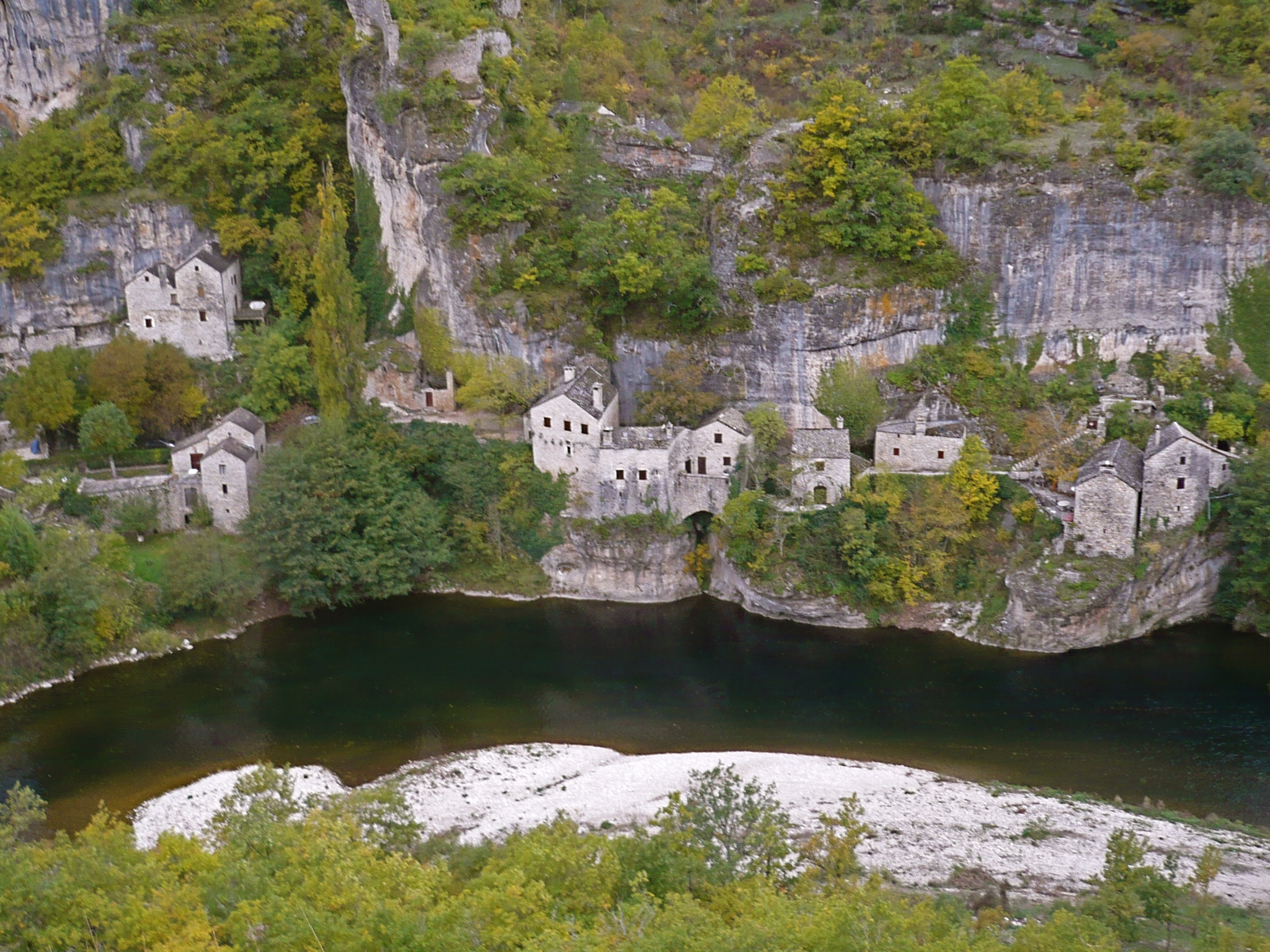
Castelbouc am Tarn in den Gorges du Tarn

- Der Tarn ist berühmt für seine Schluchten (Gorges du Tarn), die sich nördlich von Millau in den Fels gegraben haben und heute eine touristische Sehenswürdigkeit darstellen.
- Eine architektonische Touristenattraktion ist das Viaduc de Millau, die höchste und längste Schrägseilbrücke der Welt, die bei Millau über den Tarn führt.
- Neben Wanderungen sind bei Touristen auch Kanutouren beliebt, die von zahlreichen Kanuverleihern organisiert werden.